# Carmen, Surigao del Sur
Carmen là một đô thị hạng 5 ở tỉnh Surigao del Sur, Philippines. Theo điều tra dân số năm 2000, đô thị này có dân số 9.551 người trong 1.873 hộ.

## Các đơn vị hành chính
Carmen được chia thành 8 barangay.
- Poblacion
- Sta. Cruz
- Puyat
- Antao
- Cancavan
- Esperanza
- Hinapuyan
- Gacub